# يوتاكا هارا
يوتاكا هارا (باليابانية: 原ゆたか؛ بالكانا: はら ゆたか) هو كاتب ياباني، ولد في 1953 في كوماموتو في اليابان.

## وصلات خارجية
- يوتاكا هارا على موقع ميوزك برينز (الإنجليزية)